# Мітікі Рюдзі
Мітікі Рюдзі (яп. 路木 龍次, нар. 25 серпня 1973, Наґасакі) — японський футболіст.

## Виступи за збірну
1996 року дебютував в офіційних матчах у складі національної збірної Японії. Відтоді провів у формі головної команди країни 4 матчі.

## Статистика виступів
| Збірна Японії | Збірна Японії | Збірна Японії |
| Роки          | Ігри          | голи          |
| ------------- | ------------- | ------------- |
| 1996          | 1             | 0             |
| 1997          | 3             | 0             |
| Усього        | 4             | 0             |